# Ковровы
Ковровы — угасший русский княжеский род происходящий от князей Стародубских. Рюриковичи.
Род внесён в Бархатную книгу. В XVI веке им принадлежало село Коврово (Рождественное), впервые упомянутое в 1532/33 годах, в дальнейшем ставшее городом Ковровом.

## Происхождение и история рода
Один из сыновей Фёдора Фёдоровича Стародубского, Василий по прозвищу Ковёр, упоминается (1492—1521), как воевода Ивана III и его сына Василия. Он оставил двух сыновей — Ивана и Семена (Волка) Васильевичей. У Ивана Васильевича было два сына: 1) князь Василий Иванович, бездетный, воевода при Иване Грозном (1550—1575 гг.), и Андрей Иванович, после службы отечеству — монах, в мире бывший семьянином и оставивший трех сыновей (XXI колена от Рюрика) — князей: Ивана Андреевича, воеводу, участвовавшего в полоцком походе (1550 г.), Осипа Андреевича, который в 1587 году усмирил взбунтовавшихся луговых черемис, и Петра Андреевича, известий о котором не сохранилось.
У Семена Волка был один сын — князь Иван Семенович, упоминаемый в числе царских рынд в 1563 году.

## Известные представители
| №                           | Имя, Отчество           | № отца | Примечания |
| --------------------------- | ----------------------- | ------ | --- |
| 1                           | Василий Андреевич Ковёр |        | Родоначальник. |
| 2                           | Иван Васильевич         | 1      | В марте 1545 года второй воевода в Казанском походе. В 1549 году первый воевода войск левой руки в Казанском походе. |
| 3                           | Андрей Васильевич       | 1      | В марте 1545 года третий воевода восьмого полка войск правой руки в Казанском походе. В сентябре 1551 года четвёртый воевода пятнадцатого Передового полка в походе к Полоцку. |
| 4                           | Семён Васильевич Волк   | 1      | В 1545 году двадцать третий полковой судья в Казанском походе. В 1551 году тридцать четвёртый есаул в походе к Полоцку. |
| 5                           | Василий Иванович        | 2      | В октябре 1551 года написан пятидесятым в третью статью московских детей боярских. В 1575 воевода в Астрахани. В 1576 году первый воевода в Орле. |
| 6                           | Андрей Иванович         | 2      | Упомянут монахом в Богородице-Рождественском монастыре во Владимире с именем Андриан. В 1551 году сделал вклад деревнями в этот монастырь. |
| 7                           | Иван Андреевич          | 3      | В 1550 году воевода в Полоцком походе. В октябре 1551 года написан пятьдесят первым в третью статью московских детей боярских. В 1565 году попал в опалу и был сослан в Казань. В 1566 году участник Земского собора.                                                                                       |
| 8                           | Осип Андреевич          | 3      | В поколенной росписи поданной в 1682 году в Палату родословных дел записан с именем Иосиф. В октябре 1551 года написан пятьдесят вторым в третью статью московских детей боярских. В мае 1565 года по "литовским и крымским вестям" пятый голова Большого полка войск стоящих на Оке, при боярине Бельском. |
| 9                           | Пётр Андреевич          | 3      | |
| 10                          | Иван Семёнович          | 4      | В ноябре 1563 года второй поддатень у рынды государева большого саадака в походе к Полоцку. В 1566 году подарил село Рождественное Суздальскому Спасо-Евфимиевскому монастырю, которое принадлежало им до 1764 года.                                                                                        |
| Род князей Ковровы пресёкся |                         |        | |
| 11                          | Фёдор Петрович          | 9 (?)  | В 1627 году московский дворянин. |
| 12                          | Иван Фёдорович          | 11     | В 1629 году стряпчий. |
| 13                          | ? Васильевич            | 1      | В донесении от 01 июня 1761 года слуги Спасо-Евфимиевского монастыря по обследованию могил и надгробных памятников князей Ковровы записано по обнаруженной плите: "Лета семь тысяч (1492) представился родной князя сын Васильевич Ковров".                                                                 |
| 14                          | Никита Иванович         | 7      | В 1572 году по духовной грамоте царя Ивана Грозного получил вотчину (в общей сложности 5 деревень), которые в 1576/77 годах по купчей передал властям Спасо-Евфимьевому монастырю. |